# 小翅穆氏暗光魚
小翅穆氏暗光鱼（学名：Maurolicus parvipinnis）为輻鰭魚綱巨口魚目褶胸鱼科的其中一種。分布於東南太平洋的智利南部及Juan Fernandez島海域，棲息深度可達1524公尺，體長可達5.4公分，為深海魚類，會進行垂直性洄游。

## 外部連結
穆氏暗光魚的圖片 （页面存档备份，存于）